# Binaire Be/X
Les binaires Be/X sont une classe de binaires X à forte masse qui se composent d'une étoile Be et d'une étoile à neutrons. L'étoile à neutrons est habituellement située sur une large orbite fortement elliptique autour de l'étoile Be. Les vents stellaires de l'étoile Be forment une ellipse sur un plan souvent différent de l'orbite de l'étoile à neutrons. Lorsque l'étoile à neutrons passe à travers l'orbite de l'étoile Be, elle accumule beaucoup de gaz dans un court laps de temps. Comme le gaz retombe sur l'étoile à neutrons, une éruption lumineuse de rayons X durs peut être observée.

## LSI+61°303
LSI+61°303 est un système binaire périodique, il est une source de rayons gamma. En utilisant les observatoires Rosat et VLA, une explosion de rayons X avec une durée d'environ 10 j a été détectée. LSI+61°303 est une source radio variable caractérisée par des émissions de radio périodiques non thermiques avec une période de 26,496 jours. La période de 26,5 jours a été attribuée au mouvement orbital d'un objet compact, probablement une étoile à neutrons, avec un Teff ~ 26 000 K et une luminosité s'élevant à 1031 watts (1038 erg s-1). Les observations photométriques aux longueurs d'onde optiques et infrarouges montrent également une modulation de 26,5 jours.
Parmi les 20 membres des systèmes binaires Be/X connus en 1996, seuls X Persei et LSI+61°303 ont eu une explosion de rayons X à luminosité très élevée et un spectre plus dur (kT ≈ 10-20 keV) vs. (kT  ≤ 1 keV) ; cependant, LSI+61°303 se distingue en outre par ses fortes émissions d'ondes radio. Les propriétés radio de LSI+61°303 sont semblables à celles des étoiles binaires X « standards » à masse élevée telles que SS 433, Cyg X-3 et Cir X-1.